# Arriach
Arriach è un comune austriaco di 1 351 abitanti nel distretto di Villach-Land, in Carinzia.

## Geografia fisica
Arriach è situato sul versante sud-ovest delle Alpi della Gurktal, in una valle tra il monte Wöllaner Nock (2 145 m) a nord e il Gerlitzen (1 909 m) a sud, percorsa dal torrente Arriachbach. A circa 20 km in direzione sud si trova Villaco; Feldkirchen è a circa 24 km verso ovest.
Nel suo territorio è localizzato quello che è stato individuato e viene pubblicizzato come l'esatto centro geografico della regione della Carinzia (Mittelpunkt Kärntens).

## Storia
La prima citazione storica di Arriach è del 1207 come "Ovriach". Nel 1898 ha inglobato le località di Hinterbuchholz e Sauerwald, fino ad allora parte del comune di Treffen am Ossiacher See, e nel 1920 quella di Innerteuchen, già compresa nel comune di Himmelberg.

## Geografia antropica

### Suddivisioni amministrative
Il territorio comprende 14 località (tra parentesi il numero di abitanti al 1º gennaio 2015), di cui tre comuni catastali (quelli segnati con l'asterisco):
- Arriach (329) *
- Berg ob Arriach (45)
- Dreihofen (44)
- Hinterbuchholz (24)
- Hinterwinkl (87)
- Hundsdorf (153)
- Innerteuchen (102) *
- Laastadt (175) *
- Oberwöllan (51)
- Sauboden (137)
- Sauerwald (18)
- Stadt (37)
- Unterwöllan (90)
- Vorderwinkl (41)

## Monumenti e luoghi d'interesse
Il centro del paese è caratterizzato dalla presenza di due chiese, una cattolica e una evangelica, distinguibili per la differente cuspide del campanile. La doppia identità religiosa è riscontrabile anche nello stemma cittadino che si compone di un calice dell'eucaristia e di una rosa luterana. La chiesa protestante, costruita nel 1903, è il più grande edificio di culto evangelico della regione.
Vicino alla stazione di partenza di Klösterle del comprensorio sciistico di Gerlitzen si trova la più grande scarpa del mondo realizzata in legno (misura 1025).

## Società
Secondo il censimento del 2001 la popolazione è protestante al 68,8%, la percentuale più alta di tutti i comuni della Carinzia.

## Economia
L'economia del territorio è basata principalmente sul turismo e sull'allevamento del bestiame.

## Galleria d'immagini

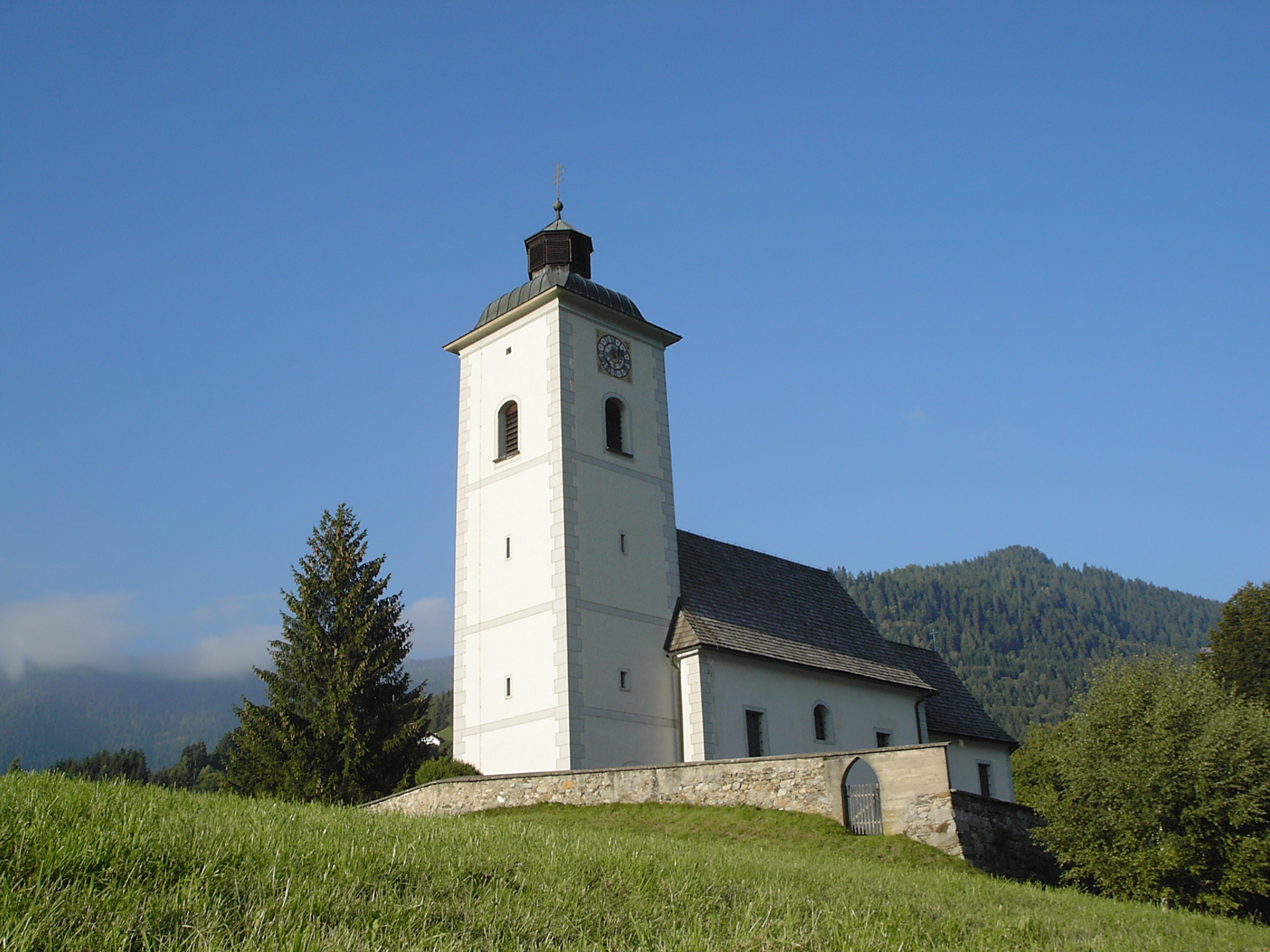
La chiesa cattolica dei Santi Filippo e Giacomo
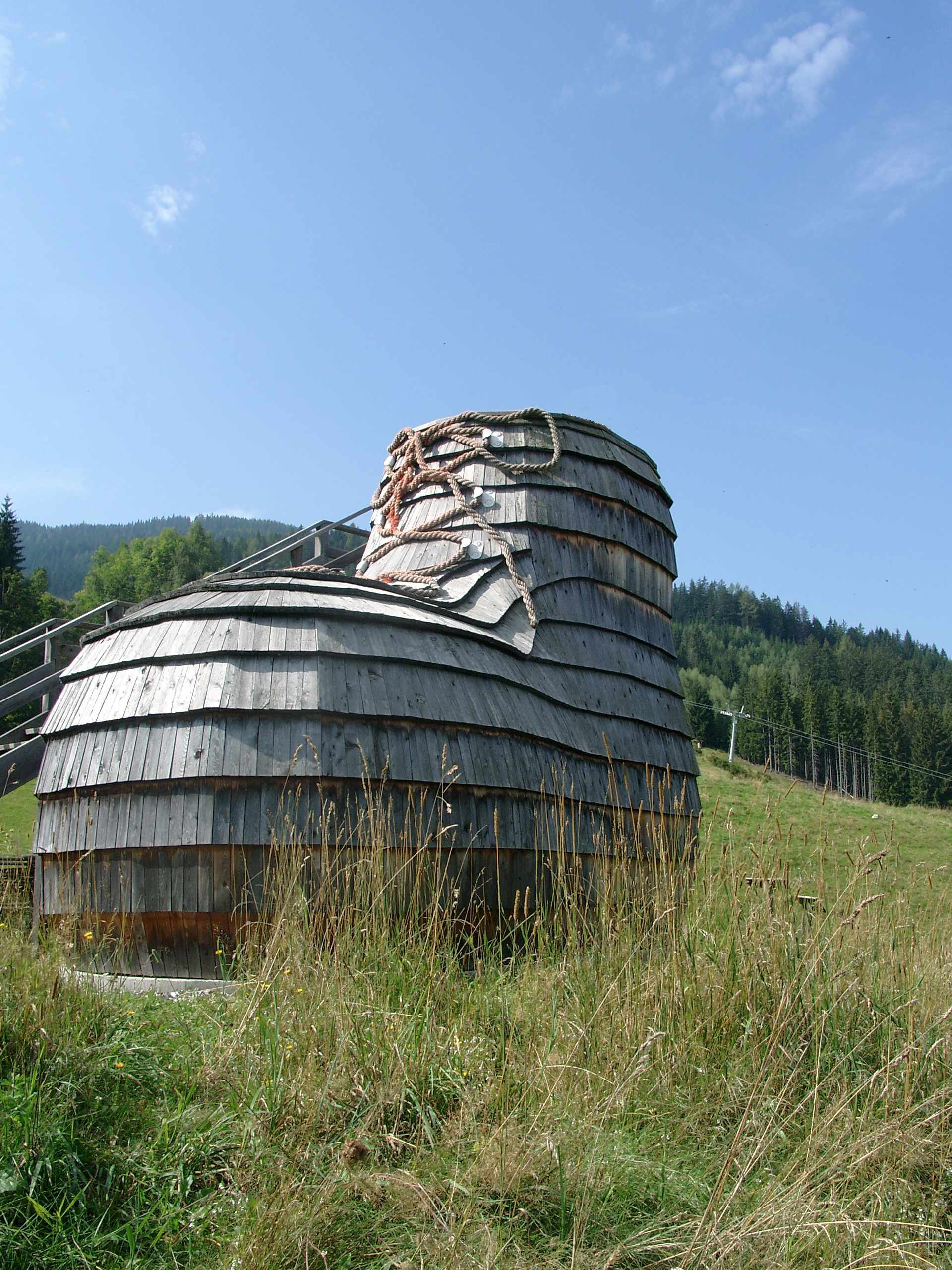
Lo scarpone più grande del mondo
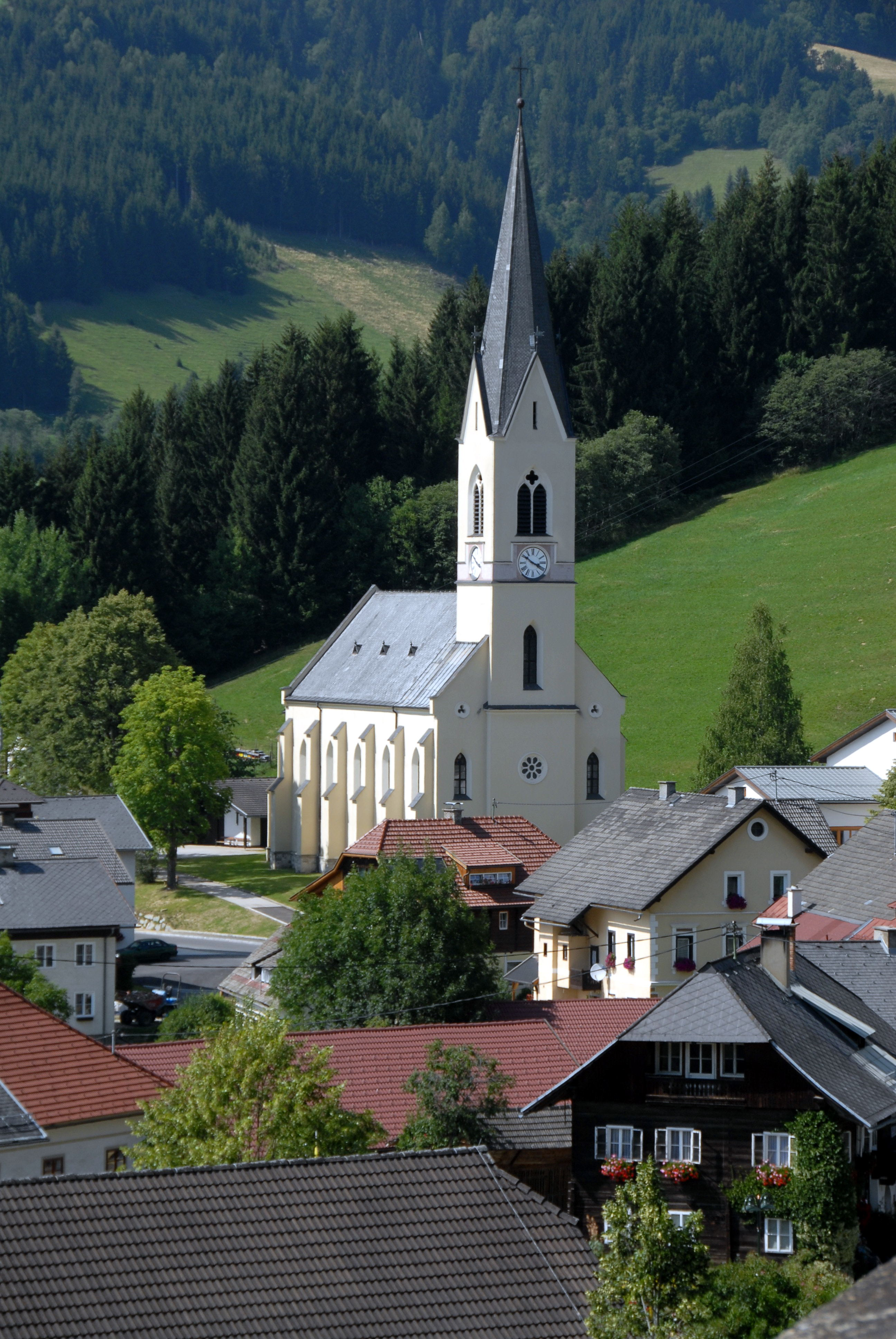
La chiesa evangelica dei Quattro Evangelisti